# Virtual DJ
VirtualDJ es un software profesional de mezcla musical (en formatos de audio o de video) que simula una interfaz de mezclas. Fue creado por la empresa francesa Atomix Productions y destinado principalmente a DJ's. Actualmente es uno de los programas más usados en el mundo profesional.

## Descripción
En su instalación inicial se muestra como dos platinas asociadas a una mesa de mezclas central y, sobre estas, están las gráficas de las canciones, quedando en la parte inferior el gestor de listas de reproducción. Incluye numerosos controles de PITCH, ecualización (agudos, medios, graves), efectos de audio y vídeo, samplers, loops, cálculo de BPMs y tiempos de reproducción, búsquedas automatizadas,... Y desde su versión 8 también es posible agregar botones personalizados y es fácilmente configurable para trabajar con 2, 4 o 6 platinas.
Esta apariencia es fácilmente modificable mediante numerosos skins disponibles en internet creados tanto por Atomix Productions como por creadores externos. También hay disponibles para descargar efectos, samplers, loops,... Atomix Productions facilita herramientas para que el usuario pueda crearlos. 
Permite reproducir numerosos formatos de audio MP3, WAV, OGG, AAC... y vídeo AVI, MPEG, DIVX,...
Permite grabación de sesiones, creación y personalización de listas de reproducción, puntuación y anotados en las pistas, importación/exportación de librerías,...
Actualmente (2020) se distribuyen 3 formatos distintos (dispnibles para Windows y Mac):
- VirtualDJ HOME, gratuita, destinada a uso personal sin controlador.
- VirtualDJ HOME PLUS, destinada a uso personal con controlador (su precio dependerá del controlador utilizado).
- VirtualDJ PRO, destinada a uso profesional (con un coste de unos $299).

## Historia
VirtualDJ surgió en 2003 como evolución del software AtomixMP3, creado inicialmente para hacer más accesibles las tecnologías surgidas en el momento a DJs móviles y principiantes. En sus inicios destacó por su facilidad de uso, lo que lo llevó a ser utilizado masivamente por DJs amateurs; aunque al no alcanzar la calidad de audio, estabilidad y número de herramientas de su competencia pronto muchos DJs pasaban a optar por otros programas como Traktor o Serato.
En VirtualDJ 5 se pudo comenzar a usar vídeo y hasta 4 modos y añadido de carátulas.
Con el lanzamiento de la versión VirtualDJ 7 se introdujeron importantes novedades como: importante mejora en estabilidad, mejoras en la gestión de librerías y efectos,... Todo ello se tradujo en una mayor aceptación dentro del mundo profesional, empezando a ampliar de manera considerable su presencia en salas y discotecas, y ganando muchos adeptos dentro del mundo DJ profesional.
Tras varios años sin apenas evolución, en 2014 fue lanzada la versión virtualDJ 8. Con una interfaz totalmente renovada, motor de audio y de gestión de librerías reescrito casi desde cero, numerosas innovaciones en casi todas sus funcionalidades y una estabilidad y calidad de audio a la altura (o por encima) de su competencia. Desde entonces su uso se ha ampliado de manera importante -según su web oficial.
Entre sus innovaciones más recientes destacan la separación por stems (la posibilidad de aislar vocales, instrumentales y beats en directo), y la función automix (la posibilidad de crear una lista de reproducción que, mediante la IA del propio Virtual DJ, se reproducirá en forma de sesión continua, realizando por si solo las transiciones entre las pistas).

## Filosofía
Según la web oficial de VirtualDJ, sus creadores indican que lo que hace mejor a un DJ no es vencer a las pistas en 1 segundo o 1 minuto, ya que la audiencia no lo notará de todos modos. Para ellos lo importante es lo que el DJ reproduce y cómo lo reproduce. Basándose en eso, relegan la parte técnica de la mezcla a la máquina y enfocan su software en ayudar al DJ con sus habilidades creativa y artísticas.
Su objetivo es ayudar a mezclar mejor, no preservar el legado de la cultura de DJ a toda costa, por lo que dicen no tener miedo de romper las reglas y hacer las cosas de manera diferente si así se mejorará el rendimiento a largo plazo.